# McDowell County (North Carolina)
McDowell County ist ein County im Bundesstaat North Carolina der Vereinigten Staaten. Der Verwaltungssitz (County Seat) ist in Marion, das nach Francis Marion benannt wurde, einem General und Helden im Amerikanischen Unabhängigkeitskrieg.

## Geographie
Das County liegt im mittleren Westen von North Carolina, ist etwa gleich weit von Tennessee, Georgia und South Carolina entfernt und hat eine Fläche von 1156 Quadratkilometern, wovon 12 Quadratkilometer Wasserfläche sind. Es grenzt im Uhrzeigersinn an folgende Countys: Mitchell County, Avery County, Burke County, Rutherford County, Buncombe County und Yancey County.
McDowell County ist in zehn Townships aufgeteilt: Brackett, Crooked Creek, Dysartsville, Glenwood, Higgins, Marion, Montford Cove, Nebo, North Cove und Old Fort.

## Geschichte
McDowell County wurde am 19. Dezember 1842 aus Teilen des Burke County und des Rutherford County gebildet. Benannt wurde es nach Joseph McDowell, einem Mitglied im Kongress der Vereinigten Staaten und im Repräsentantenhaus sowie Colonel im Amerikanischen Unabhängigkeitskrieg.
13 Bauwerke und Stätten des Countys sind insgesamt im National Register of Historic Places eingetragen (Stand 4. März 2018).

## Bevölkerungsentwicklung
| Jahr | Einwohner |
| ---- | --------- |
| 1980 | 35.013    |
| 1990 | 35.681    |
| 2000 | 42.151    |

## Demografische Daten
Nach der Volkszählung im Jahr 2000 lebten im McDowell County 42.151 Menschen. Davon wohnten 1.394 Personen in Sammelunterkünften, die anderen Einwohner lebten in 16.604 Haushalten und 11.954 Familien. Die Bevölkerungsdichte betrug 37 Einwohner pro Quadratkilometer. Ethnisch betrachtet setzte sich die Bevölkerung zusammen aus 92,18 Prozent Weißen, 4,16 Prozent Afroamerikanern, 0,29 Prozent amerikanischen Ureinwohnern, 0,92 Prozent Asiaten, 0,01 Prozent Bewohnern aus dem pazifischen Inselraum und 1,61 Prozent aus anderen ethnischen Gruppen; 0,84 Prozent stammten von zwei oder mehr Ethnien ab. 2,88 Prozent der Bevölkerung waren spanischer oder lateinamerikanischer Abstammung.
Von den 16.604 Haushalten hatten 30,3 Prozent Kinder unter 18 Jahren, die bei ihnen lebten. 57,5 Prozent davon waren verheiratete, zusammenlebende Paare, 10,2 Prozent waren allein erziehende Mütter und 28,0 Prozent waren keine Familien. 24,3 Prozent waren Singlehaushalte und in 10,3 Prozent lebten Menschen mit 65 Jahren oder älter. Die Durchschnittshaushaltsgröße betrug 2,45 und die durchschnittliche Familiengröße war 2,90 Personen.
22,8 Prozent der Bevölkerung waren unter 18 Jahre alt. 8,2 Prozent zwischen 18 und 24 Jahre, 29,9 Prozent zwischen 25 und 44 Jahre, 24,9 Prozent zwischen 45 und 64, und 14,3 Prozent waren 65 Jahre alt oder älter. Das Durchschnittsalter betrug 38 Jahre. Auf alle weibliche Personen kamen 99,3 männliche Personen. Auf alle Frauen im Alter von 18 Jahren oder darüber kamen 97,7 Männer.
Das jährliche Durchschnittseinkommen eines Haushalts (Median) betrug 32.396 US-$ und das jährliche Durchschnittseinkommen einer Familie betrug 37.789 $. Männer hatten ein durchschnittliches Einkommen von 26.609 $, Frauen 21.640 $. Das Prokopfeinkommen betrug 16.109 $. 11,6 Prozent der Bevölkerung und 9,0 Prozent der Familien lebten unterhalb der Armutsgrenze, darunter 15,1 Prozent der Kinder und Jugendlichen unter 18 Jahre und 15,7 Prozent der ab 65 Jahre alten Personen.